# Le Grand-Village-Plage
Le Grand-Village-Plage è un comune francese di 1 023 abitanti situato nel dipartimento della Charente Marittima nella regione della Nuova Aquitania.

## Società

### Evoluzione demografica
Abitanti censiti